# Ronov nad Doubravou
Ronov nad Doubravou là một thị trấn thuộc huyện Chrudim, vùng Pardubický, Cộng hòa Séc.